# Alexander Wladimirowitsch Gussew
Alexander Wladimirowitsch Gussew (russisch Александр Владимирович Гусев; * 21. Januar 1947 in Moskau, Russische SFSR; † 22. Juli 2020 ebenda) war ein russischer Eishockeyspieler und -trainer.

## Karriere
Während seiner Karriere spielte Gussew für den ZSKA Moskau, den SKA MWO Kalinin und die Saison 1978/79 für den SKA Leningrad. Insgesamt erzielte er 64 Tore in 335 Spielen in der höchsten sowjetischen Liga.

### International
Am 1. Dezember 1969 stand er in einem Spiel gegen die DDR zum ersten Mal für die Sowjetische Nationalmannschaft auf dem Eis. Seine internationale Karriere wurde mit der Goldmedaille bei den Olympischen Winterspielen 1976 gekrönt. Für die Nationalmannschaft erzielte er 29 Tore in 128 Länderspielen. Am 21. September 1977 bestritt er sein letztes Länderspiel. 1973 wurde er als Verdienter Meister des Sports der UdSSR ausgezeichnet.

### Als Trainer
Zwischen 1984 und 1990 betreute er den SKA MWO Kalinin als Trainer. Danach war er bei der Veteranen-Mannschaft URSS Hockey-Legends aktiv.

## Erfolge und Auszeichnungen
- Sowjetischer Meister mit dem ZSKA Moskau 1968, 1970–1973, 1975 und 1977 (7×)
- Sowjetischer Vizemeister mit dem ZSKA Moskau 1969, 1974 und 1976
- Sowjetischer Pokalsieger mit dem ZSKA Moskau 1968, 1969 und 1973
- Europapokalsieger mit dem ZSKA Moskau 1970–1975, 1976 (6×)
- Goldmedaille bei den Olympischen Winterspielen 1976
- Goldmedaille bei der Weltmeisterschaft 1973 und 1974
- Silbermedaille bei der Weltmeisterschaft 1972
- Bronzemedaille bei der Weltmeisterschaft 1977

## Statistik international
(Legende zur Spielerstatistik: Sp oder GP = absolvierte Spiele; T oder G = erzielte Tore; V oder A = erzielte Assists; Pkt oder Pts = erzielte Scorerpunkte; SM oder PIM = erhaltene Strafminuten; +/− = Plus/Minus-Bilanz; PP = erzielte Überzahltore; SH = erzielte Unterzahltore; GW = erzielte Siegtore; 1 Play-downs/Relegation; Kursiv: Statistik nicht vollständig)